# エーバーハルト2世 (ヴュルテンベルク公)
エーバーハルト2世（Eberhard II., 1447年2月1日 - 1504年2月17日）は、ヴュルテンベルク公（在位：1496年 - 1498年）。1480年から1496年まではヴュルテンベルク＝シュトゥットガルト伯エーバーハルト6世（Graf Eberhard VI. von Württemberg-Stuttgart）であった。

## 生涯
ヴュルテンベルク＝シュトゥットガルト伯ウルリヒ5世とその2番目の妻で下バイエルン＝ランツフート公ハインリヒ16世の娘であるエリーザベトの間の長男として生まれた。ブルゴーニュ公国の宮廷で少年時代を送り、1461年にはランスでのフランス王ルイ11世の戴冠式に出席している。翌1462年にヴュルテンベルクに帰国した。1467年、ブランデンブルク選帝侯アルブレヒト・アヒレスの娘エリーザベトと結婚した。
1477年、後継者のいない従兄のヴュルテンベルク＝ウラッハ伯エーバーハルト5世とヴュルテンベルク＝シュトゥットガルト伯家の間で、ヴュルテンベルク＝ウラッハ伯領の継承に関する契約が結ばれた。1480年に父が死ぬと、エーバーハルト6世伯がシュトゥットガルト伯領を継いだ。1482年、エーバーハルト6世伯はヴュルテンベルク＝ウラッハ伯エーバーハルト5世との間でミュンジンゲン条約を結んだ。この条約ではシュトゥットガルト系のエーバーハルト6世伯はウラッハ系のエーバーハルト5世伯にヴュルテンベルク＝シュトゥットガルト伯領の領主権を委譲し、その代わりに子供のないエーバーハルト5世伯の死後にその後継者となる、と取り決められていた。
ミュンジンゲン条約が結ばれた1482年以後も、エーバーハルト6世伯は名目上は独立君主だったが、エーバーハルト5世伯が死ぬまでは実質的に無力な存在となった。彼はすぐに自分の地位に不満を抱き、権力の喪失に抵抗しようとしたが、年長でやり手の従兄エーバーハルト5世伯に対して何もなす術は無かった。また1489年には、彼の相続分はヴュルテンベルク＝シュトゥットガルト伯領のみに限定されてしまった。しかし1495年に公爵エーバーハルト1世となっていたエーバーハルト5世伯が1496年に死ぬと、エーバーハルト6世伯はヴュルテンベルク全域の支配権を掌握することに成功し、公爵エーバーハルト2世を名乗った。
しかしエーバーハルト2世は公爵位についてまもなく、ヴュルテンベルクの等族身分と対立することになった。ハプスブルク家の神聖ローマ皇帝マクシミリアン1世と気脈を通じる等族たちは、エーバーハルト2世から君主権を剥奪し、公爵はウルムへの逃亡を余儀なくされた。誰も味方のいないエーバーハルト2世は、結局はマクシミリアン1世の仲裁に従わねばならなかった。エーバーハルト2世は6000グルデンの年金を受け取る代わりに、廃位されヴュルテンベルク国外に追放されることになった。
エーバーハルト2世の弟の元ヴュルテンベルク＝メンペルガルト伯ハインリヒの長男でまだ幼少のウルリヒが公爵位を継ぐまで、ヴュルテンベルクの領邦等族による評議会はマクシミリアン1世が主催することになった。晩年はプファルツ選帝侯フィリップの保護下で余生を送り、1504年にプファルツ領のリンデンフェルスで死んだ。元公爵の遺骸はハイデルベルクの聖堂参事会教会に埋葬された。